# Grambek
Grambek est une commune allemande du Schleswig-Holstein, située dans l'arrondissement du duché de Lauenbourg (Kreis Herzogtum Lauenburg), à six kilomètres au sud de la ville de Mölln. Grambek est l'une des onze communes de l'Amt Breitenfelde dont le siège est à Breitenfelde.